# Průba
Průba je forma vývodu z předků zejména šlechtických osob, která se  povinně vytvářela většinou pro účely přijetí do úřadu, církevního řádu, instituce vázané na šlechtický původ uchazeče atd. Mohlo se jednat o klasický plný vývod do určité generace, avšak v různém prostředí v Evropě docházelo k preferování jiných hodnot, jež vývod zaznamenával. Celkem rozlišujeme tři hlavní a nejčastější průby a to průbu německou, italskou a konečně uherskou a sedmihradskou.

## Německá průba
Vývod z předků do čtvrté generace (výchozí osoba, tzv. proband, je počítána jako první generace), v páté generaci však u všech předků v linii otce musel být vývod prodloužen ještě o generaci navíc.

## Italská průba
Vývod, který sledoval předky do třetí generace (prarodiče) a z nich poté pouze mužské předky o dvě generace dál od dědečků, resp. tři generace  předků v mužské linii babiček.

## Uherská a sedmihradská průba
Má celkem tři varianty.
První varianta – vývod dovedený do sedmé generace, kdy jsou zobrazeni společně s otcem a matkou pouze jejich mužští předci.
Druhá varianta – vývod k otci a matce, kdy pouze ze strany otce je vyvedeno dalších pět generací navíc jeho mužských předků společně s manželkami.
Třetí varianta – vývod do sedmé generace, ve kterém jsou uvedeni rodiče a pouze mužští předkové ze strany otce